# تيد أبيرناثي
تيد أبيرناثي (بالإنجليزية: Ted Abernathy)‏ هو لاعب كرة قاعدة أمريكي، ولد في 6 مارس 1933 في ستانلي (كارولاينا الشمالية) في الولايات المتحدة، وتوفي في 16 ديسمبر 2004 في غاستونيا في الولايات المتحدة.

## وصلات خارجية
- تيد أبيرناثي على موقع دوري كرة القاعدة الرئيسي (الإنجليزية)
- تيد أبيرناثي على موقعبيزبول رفرنس.كوم (الدوري الرئيسي) (الإنجليزية)
- تيد أبيرناثي على موقعبيزبول رفرنس.كوم (الدوري الثانوي) (الإنجليزية)
- تيد أبيرناثي على موقع جمعية أبحاث البيسبول الأمريكية (الإنجليزية)
- تيد أبيرناثي على موقع مشجعي الرسوم البيانية (الإنجليزية)